# Hidetoshi Nakamura
Hidetoshi Nakamura (中村 秀利, Nakamura Hidetoshi, 12 juillet 1954 - 24 décembre 2014) est un acteur, notamment acteur de voix japonais qui a travaillé pour 81 Produce.
Le 24 décembre 2014, il meurt à l'âge de 60 ans.

## Rôles

### Voix d’anime
- Dokaben (1977) (Murata)
- Combat Mecha Xabungle (1982) (Katakam Zushin)
- Mobile Suit Zeta Gundam (1985) (Buran Blutarch)
- Jushin Liger (1989) (Doll Phantom)
- Mobile Suit Victory Gundam (1993) (Tassilo Vago)
- Ping-Pong Club (1995) (Morio Tachikawa)
- After War Gundam X (1996) (Abel Bauer)
- Cowboy Bebop (1998) (Otto)
- Baki the Grappler (2001) (le capitaine Strydum)
- Requiem from the Darkness (2003) (Denzou Kusunoki)
- Oh My Goddess! (2005) (Almighty)
- Night Head Genesis (2006) (Kyojiro Mikuriya)
- Rental Magica (2007) (Oswald lenn Mathers)
- Corpse Princess (2008) (Sougen Takamine)
- Shangri-La (2009) (Sergei Talsian)
- To Love-Ru (2008) (Gid Lucion Deviluke)
- Canaan (2009) (le président des États-Unis)
- Bakuman (2011) (Torishima)
- Gosick (2011) (le baron Musgrave)
- Jormungand (2012) (le colonel Yosuke Hinoki)
- Danchi Tomoo (2013) (le colonel Sports)
- JoJo's Bizarre Adventure (2013) (Messina)

### OVA
- Ambassador Magma (1992) (Fumiaki Asuka)
- Tristia of the Deep-Blue Sea (2004) (Arthur Griffen)
- Mobile Suit Gundam SEED C.E. 73: Stargazer (2006) (Joaquin)

### Film d'animation
- Kaiketsu Zorori (1993) (Pantsunda)
- Mobile Suit Z Gundam: A New Translation - Heirs to the Stars (2005) (Buran Blutarch)
- Mobile Suit Z Gundam 2: A New Translation - Lovers (2005) (Buran Blutarch)
- Naruto Shippuden : Un funeste présage (2007) (Yomi)

### Jeux vidéo
- The King of Fighters series (Seth)
- Shenmue II (Delin)
- Super Robot Wars series (Buran Blutarch)

### CD drama
- Ao no Kiseki series 2: Catharsis Spell (Guid)

### Rôles de doublage

#### Films
- Bruce Willis
  - Expendables : Unité spéciale (M. Chapelle)
  - Fire with Fire : Vengeance par le feu (Mike Cella)
  - Looper (Joe âgé)
  - Moonrise Kingdom (le capitaine Sharp)
  - Die Hard : Belle journée pour mourir (John McClane)
- Ali (Cassius Clay, Sr. (Giancarlo Esposito))
- Le Flic de Beverly Hills 3 (édition de TV Asahi, 1997) (Serge (Bronson Pinchot))
- L'Impasse (Benny Blanco (John Leguizamo))
- 58 minutes pour vivre (le sergent Oswald Cochrane (John Costelloe))
- Elizabeth (Monsieur de Foix (Éric Cantona))
- French Kiss (Bob (François Cluzet))
- Gone Baby Gone (Lionel McCready (Titus Welliver))
- Inside Man : L'Homme de l'intérieur (le capitaine John Darius (Willem Dafoe))
- Souviens-toi... l'été dernier 2 (M. Brooks (Jeffrey Combs))
- The Ryan Initiative (Thomas Harper (Kevin Costner))
- Feu de glace (Senior Police Officer (Ian Hart))
- Night and Day (Antonio Quintana (Jordi Mollà))
- Lawn Dogs (Morton Stockard (Christopher McDonald))
- La Momie : La Tombe de l'empereur Dragon (général Yang (Anthony Wong))
- Les Muppets, le retour (Tex Richman (Chris Cooper))
- Source Code (Dr Rutledge (Jeffrey Wright))

#### Télévision
- Les Experts : Manhattan (Mac Taylor (Gary Sinise))
- Dead Zone (Malcolm Janus (Martin Donovan))
- Odyssey 5 (Chuck Taggart (Peter Weller))
- Under the Dome (James Rennie, surnommé « Big Jim » (Dean Norris))

#### Animation
- American Dragon: Jake Long (The Huntsman)
- Batman (Killer Croc)
- Bolt (Dr Calico)
- Cars 2 (Brent Mustangburger)
- Dragon Tales (Quetzal)
- Iron Man (MODOK)
- Planes (Brent Mustangburger)
- Planes 2 (Brent Mustangburger)

### Tokusatsu
- Juukou B-Fighter (Dangar)

### Autres travaux
- Tsukutte asobo (Gorori)